# 卡拉库里奇
卡拉库里奇（Kallakkurichi），是印度泰米尔纳德邦Viluppuram县的一个城镇。总人口36742（2001年）。

## 人口
该地2001年总人口36742人，其中男性18522人，女性18220人；0—6岁人口4045人，其中男2066人，女1979人；识字率74.11%，其中男性为80.69%，女性为67.42%。